# Canton de Vimy
Le canton de Vimy est une ancienne division administrative française située dans le département du Pas-de-Calais et la région Nord-Pas-de-Calais.

## Géographie

Le Canton de Vimy dans l'arrondissement d'Arras

Ce canton est organisé autour de Vimy dans l'arrondissement d'Arras. Son altitude varie de 26 m (Quiéry-la-Motte) à 188 m (Ablain-Saint-Nazaire) pour une altitude moyenne de 80 m.

## Histoire
En avril 1917 a lieu la bataille de la crête de Vimy par des troupes canadiennes engagées aux côtés de la France et du Royaume-Uni. La bataille se solde par une victoire alliée qui aura un retentissement important pour l'identité canadienne.

## Représentation

### conseillers généraux de 1833 à 2015
| Période         | Période                    | Identité                 | Étiquette            | Qualité |
| --------------- | -------------------------- | ------------------------ | -------------------- | --- |
| 1833            | 1849 (décès)               | Jacques Goudemez         |                      | Propriétaire, maire de Fresnoy-en-Gohelle |
| 1849            | 1852                       | Jules Piéron-Leroy       | Tiers-Parti          | Fabricant de sucre à Arras, Député (1863-1869), maire d'Avion |
| 1852            | 1880                       | Louis Dubrulle           | Droite Monarchiste   | Propriétaire agricole et avocat Sénateur (1876-1882), Maire de Rouvroy |
| 1880            | 1910                       | Henri Tailliandier       | Républicain (Droite) | Docteur en droit, maire de Fresnoy-en-Gohelle Député (1885-1910) |
| 1910            | 1917 (décès)               | Raoul Briquet            | SFIO                 | Avocat, conseiller du syndicat des mineurs Député (1910-1917) |
| 1917            | 1919                       | siège vacant             |                      | |
| 1919            | 1920 (décès)               | René Delcourt            | SFIO                 | Maire d'Avion (1919-1920) |
| 1920            | 1925 (décès)               | Charles Ferrand          | SFIO                 | Secrétaire général de la mairie d'Avion Député (1919-1925) |
| 1925            | 1934                       | Armand Frémy             | SFIO puis PRS        | Boulanger Maire d'Eleu-dit-Leauwette (1919-1945) |
| 1934            | 1940 (déchu de son mandat) | André Parent             | PC-SFIC              | Ouvrier mineur Maire d'Avion (1936-1949) Révoqué à la suite du décret Daladier |
|                 |                            |                          |                      | |
| 1945            | 1949                       | André Parent             | PCF                  | Ouvrier mineur Maire d'Avion (1936-1949), ancien conseiller d'arrondissement |
| 1949            | 1955                       | Charles Fontaine         | SFIO                 | Mineur Maire de Beaumont-en-Artois |
| 1955            | 1959 (démission)           | Pierre Doré              | PCF                  | Ouvrier mineur Maire de Vimy (1945-1959) |
| 26 juillet 1959 | 1973                       | Léandre Létoquart (père) | PCF                  | Mineur Député (1956-1958) Sénateur (1973-1978) maire d'Avion (1956-1985) Élu dans le nouveau canton d'Avion                                                                       |
| 1973            | 1979                       | Ferdinand Tirtaine       | DVD                  | Instituteur Maire de Vimy (1965-1995) |
| 1979            | 1992                       | André Delehedde          | PS                   | Conseiller d'orientation Député (1975-1993) maire-adjoint d'Arras |
| 1992            | 2011                       | Lionel Lancry            | UDF puis UMP         | Directeur de l'ADASEA (Association Départementale pour l'Aménagement des Structures des Exploitations Agricoles) Suppléant du député Charles Gheerbrant Maire de Vimy (1995-2014) |
| 2011            | 2015                       | Bertrand Alexandre       | MRC                  | Architecte Conseiller municipal d'Arras |

### Conseillers d'arrondissement (de 1833 à 1940)
| Période                                  | Période      | Identité                      | Étiquette   | Qualité |
| ---------------------------------------- | ------------ | ----------------------------- | ----------- | --- |
| 1833                                     | 1848         | Norbert Saudemont (1790-1851) |             | Cultivateur à Arleux |
| 1848                                     |              | M. Breuvart                   |             | Propriétaire à Acheville |
|                                          |              |                               |             | |
|                                          | 1885 (décès) | Charles Duquesne              |             | Maire de Vimy (1823-1885) |
| 1885                                     | 1907 (décès) | Paul Legentil (1846-1907)     | Républicain | Cultivateur, propriétaire, maire de Méricourt |
| 1907                                     | 1913         | Alfred Ansart                 | Républicain | Propriétaire, suppléant de la justice de paix, maire de Vimy                                                                                                  |
| 1913                                     |              | Pierre Cleuet (1865-?)        | Républicain | Médecin-inspecteur à Vimy |
| 1925                                     | 1925         | Armand Frémy                  | SFIO        | Maire d'Éleu-dit-Leauwette (1919-1945) |
| 1er novembre 1925                        | 1931         | Auguste Capron                | Radical     | Agriculteur, ancien maire de Bailleul-Sir-Berthoult |
| 1931                                     | 1934         | André Parent (1897-1949)      | PC-SFIC     | Ouvrier mineur à Avion |
| 25 novembre 1934                         | 1937         | Pierre Duvieuxbourg           | SFIO        | Mineur, syndicaliste CGT, Sallaumines |
| 1937                                     | 1940         | Abraham Laquay (1892-1948)    | PC-SFIC     | Ancien mineur, premier adjoint au maire d'Avion Secrétaire de l’Union locale et secrétaire du syndicat CGTU des cheminots de Lens Déchu de son mandat en 1939 |
| 1940                                     |              |                               |             | Les conseils d'arrondissement ont été suspendus par la loi du 12 octobre 1940 et n'ont jamais été réactivés                                                   |
| Les données manquantes sont à compléter. |              |                               |             | |

## Composition
Le canton de Vimy groupe 20 communes et compte 21 607 habitants (recensement de 1999 sans doubles comptes).
| Communes               | Population (2012) | Code postal | Code Insee |
| ---------------------- | ----------------- | ----------- | ---------- |
| Ablain-Saint-Nazaire   | 1 843             | 62153       | 62001      |
| Acheville              | 457               | 62320       | 62003      |
| Arleux-en-Gohelle      | 709               | 62580       | 62039      |
| Bailleul-Sir-Berthoult | 1 148             | 62580       | 62073      |
| Bois-Bernard           | 840               | 62320       | 62148      |
| Carency                | 668               | 62144       | 62213      |
| Farbus                 | 532               | 62580       | 62324      |
| Fresnoy-en-Gohelle     | 199               | 62580       | 62358      |
| Gavrelle               | 475               | 62580       | 62369      |
| Givenchy-en-Gohelle    | 2 051             | 62580       | 62371      |
| Izel-lès-Équerchin     | 779               | 62490       | 62476      |
| Neuville-Saint-Vaast   | 1 400             | 62580       | 62609      |
| Neuvireuil             | 451               | 62580       | 62612      |
| Oppy                   | 375               | 62580       | 62639      |
| Quiéry-la-Motte        | 775               | 62490       | 62680      |
| Souchez                | 2 176             | 62153       | 62801      |
| Thélus                 | 1 022             | 62580       | 62810      |
| Villers-au-Bois        | 379               | 62144       | 62854      |
| Vimy                   | 4 675             | 62580       | 62861      |
| Willerval              | 653               | 62580       | 62892      |

## Démographie
| 1962   | 1968   | 1975   | 1982   | 1990   | 1999   | 2006   | 2011   | 2012   |
| ------ | ------ | ------ | ------ | ------ | ------ | ------ | ------ | ------ |
| 15 494 | 16 154 | 16 888 | 17 903 | 20 836 | 21 607 | 22 476 | 22 712 | 22 749 |